# This Place Will Become Your Tomb
This Place Will Become Your Tomb è il secondo album in studio del gruppo musicale britannico Sleep Token, pubblicato il 24 settembre 2021 dall'etichetta Spinefarm Records.

## Descrizione
Anticipato dai singoli Alkaline, The Love You Want e Fall for Me, il disco ha debuttato al 39º posto della Official Albums Chart.
Al termine dell'anno è stato posizionato al 12º posto nella classifica dei migliori album rock e metal del 2021 secondo la rivista Loudwire.

## Tracce
Testi e musiche di Leo George Faulkner e Adam Paul Pedder, eccetto dove indicato.
1. Atlantic (914 M | 500 F | 0.00394990 NL) – 4:53
2. Hypnosis (1824 M | 989 F | 0.00164579 NL) – 5:35
3. Mine (2734 M | 1495 F | 0.00724147 NL) – 4:56
4. Like That (3644 M | 1992 F | 0.00296242 NL) – 3:34
5. The Love You Want (4554 M | 2490 F | 0.00329158 NL) – 4:23
6. Fall for Me (5464 M | 2988 F | 0.00658316 NL) – 2:26 (Leo George Faulkner)
7. Alkaline (6374 M | 3485 F | 0.00263327 NL) – 3:34
8. Distraction (7284 M | 3983 F | 0.00329158 NL) – 4:22
9. Descending (8194 M | 4480 F | 0.00460821 NL) – 4:38 (Leo George Faulkner)
10. Telomeres (9104 M | 4978 F | 0.006254 NL) – 5:07
11. High Water (10,014 M | 5475 F | 0.00691232 NL) – 5:13
12. Missing Limbs (10,924 M | 5973 F | 0.00460821 NL) – 3:20 (Leo George Faulkner)

## Formazione
Gruppo
- Vessel 1 – voce, strumentazione (eccetto traccia 6)
- Vessel 2 – batteria (eccetto tracce 6, 8 e 12)

Altri musicisti
- Sky Van Hoff – sintetizzatore aggiuntivo (eccetto tracce 6, 8 e 12)

Produzione
- George Lever – produzione
- Sky Van Hoff – montaggio, missaggio

## Classifiche
| Classifica (2021) | Posizione massima |
| ----------------- | ----------------- |
| Regno Unito       | 39                |